# Traszka grzebieniasta
Traszka grzebieniasta (Triturus cristatus) – gatunek płaza ogoniastego z rodziny salamandrowatych (Salamandridae). Występuje w Europie. Może prowadzić wodny lub lądowy tryb życia. Zasiedla różnorodne siedliska, zwłaszcza niezarybione zbiorniki czystej wody stojącej o gęstej roślinności, a także pobliskie lasy. Rozmnaża się w wodzie. Samiec przed przekazaniem wybrance spermatoforu wykonuje taniec godowy. Jego partnerka składa jaja, zawijając je w liście roślin wodnych. Z jaj wylęgają się kijanki, które polują w toni wodnej, po czym ulegają przeobrażeniu. Rejestruje się zmniejszanie się liczebności gatunku. Do najważniejszych zagrożeń zalicza się utratę siedlisk związaną z przekształcaniem środowiska naturalnego. W celu ochrony tego gatunku podejmowane są różnorodne działania, w wielu krajach objęty jest ochroną prawną.

## Nazwa
Polska nazwa zwierzęcia pochodzi od grzebienia noszonego przez samca w porze godowej. Podobnie epitet gatunkowy nazwy naukowej cristatus to łaciński przymiotnik oznaczający „czubaty, ozdobiony kitą”. Angielska nazwa great crested newt również pochodzi od grzebienia, a także od dużych rozmiarów tej traszki, większej niż innych gatunków brytyjskich.

## Morfologia
Płaz osiąga długość ciała 15-18 cm (według innych źródeł jedynie 8–16 cm), przy czym mniejsze od samic samce – 11–12 cm (w Polsce rekord 15,5 cm), płeć przeciwna – 13–14 cm (w Polsce rekord 16,5 cm). Masa ciała wynosi 7,6–10,6 g w przypadku samców, 6,3–9,4 g – u samic. Jest to największa traszka w Polsce i Wielkiej Brytanii, uznaje się ją nieraz też za największego wodnego przedstawiciela salamandrowatych w Europie, choć traszka Waltla jest jeszcze większa.
Posiada smukłe, masywne i walcowate ciało, szeroką, płaskawą głowę, zaokrąglony pysk, głęboko wciętą paszczę, otwory nosowe umieszczone na samym końcu nozdrzy. Dobrze zbudowana, lekko sklepiona i wydłużona głowa wyraźnie odgranicza się od tułowia. Zarówno szczęka, jak i żuchwa są uzębione, przy czym zęby podniebienne układają się w dwa równoległe rzędy. Symetrycznie ułożone zęby lemieszowe zakrzywiają się podłużnie, zbliżając się do siebie przednimi końcami, a oddalając tylnymi. Oczy złote lub żółte z okrągłymi źrenicami, gruczoły przyuszne niewidoczne. Wyraźnie dostrzega się za to duży fałd podgardzielowy.
Grzbiet ulega spłaszczeniu grzbietowobrzusznemu. Stale śliska skóra, na grzbiecie i bocznych częściach ciała wyraźnie chropowata, porowata i gąbczasta z licznymi brodawkami gruczołowymi, na brzuchu pozostaje gładka. Otwór kloakalny to podłużna szpara o średnicy 6–11 mm. Kończyny są silnie umięśnione i zakończone długimi palcami (dłuższymi niż u innych traszek środkowej Europy) bez błon pławnych i modzeli. Przednie łapy kończą się czterema palcami, podczas gdy tylne – pięcioma. Nie mają pazurów. Wskaźnik określający odległość pomiędzy kończynami przednimi wynosi 0,45–0,6. Ogon, spłaszczony bocznie i ostro zakończony, rzadko dorównuje długością reszcie ciała. Służy on jako główna siła napędowa podczas pływania.
W porównaniu z innymi krajowymi gatunkami traszka grzebieniasta jest skromnie ubarwiona. Zarówno grzbiet, jak i boki ciała są ciemne, w kolorze od popielatego, poprzez brązowy i oliwkowy, do czarnego, pokryte ciemnymi plamkami. Ich układ jest cechą indywidualną osobnika i może posłużyć jego identyfikacji. Charakterystyczne tylko dla tego gatunku traszki są białe kropki, występujące na wierzchołkach brodawek skórnych po bokach ciała. Druga charakterystyczna cecha tej traszki to czarnożółte pierścieniowate prążki na grzbiecie wszystkich kończyn. Brzuszna powierzchnia ciała ma kolor żółty lub pomarańczowy. Znajdują się na niej liczne nieregularne ciemne plamki, których charakter zmienia się wraz z wiekiem osobnika. Okolica gardła jest czarna do żółtawej z białym plamkowaniem. Boki głowy zdobi białe lub srebrne cętkowanie. Palce pokrywa czarne i żółte prążkowanie.
Niekiedy przypisuje się traszkom możliwość zmiany ubarwienia wraz ze zmianą otoczenia, co miałoby trwać kilka dni.

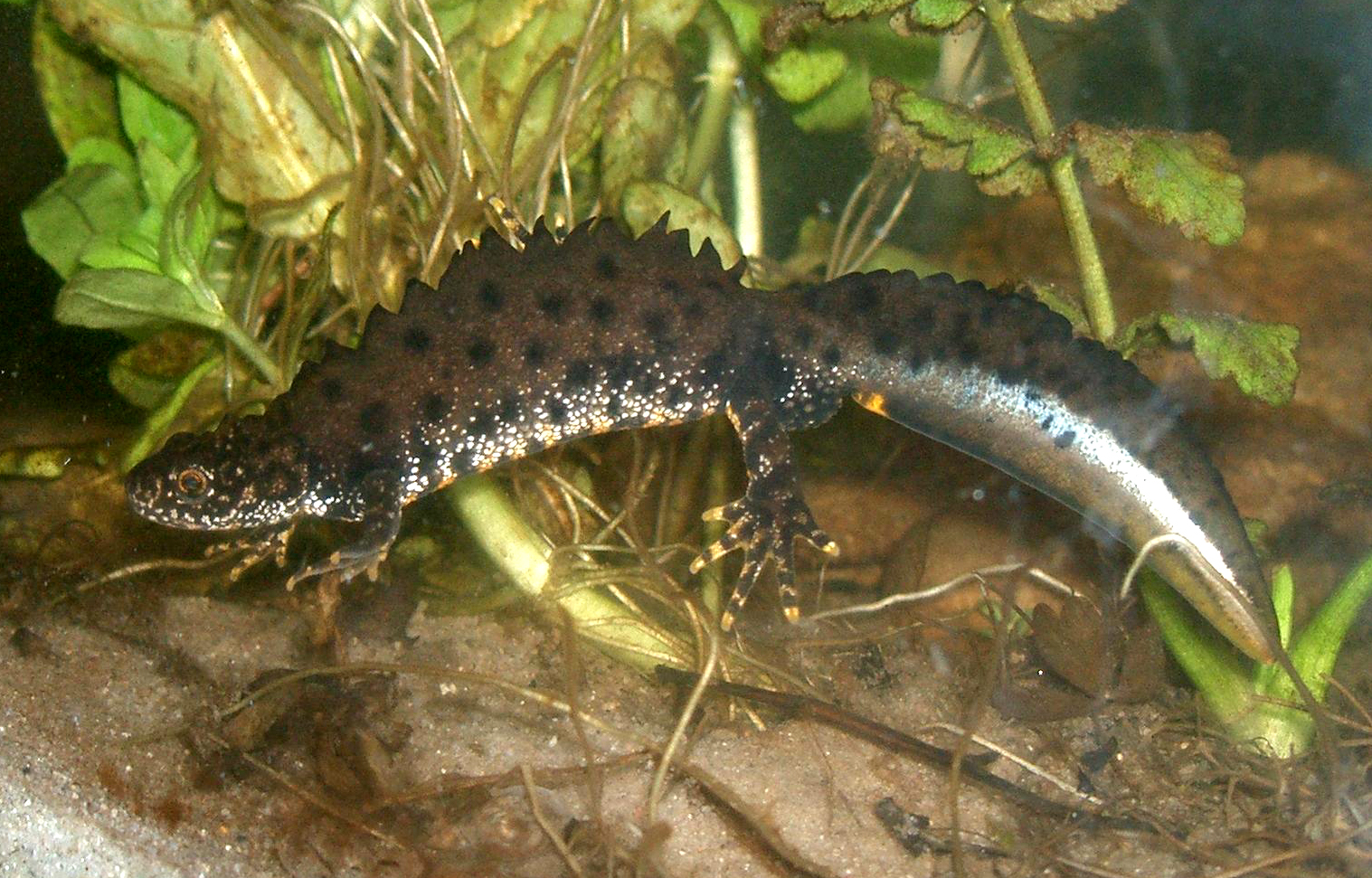
Samiec w okresie godowym

Występuje wyraźny dymorfizm płciowy. Samice przerastają płeć przeciwną, słabiej od nich zbudowaną. Szata godowa występuje tylko u samców. Na pierwszy rzut oka można rozpoznać samca po obfitującym w głębokie wcięcia osiągającym wysokość kilku mm grzebieniu, biegnącym po grzbiecie ciała przez całą jego długość, wytwarzanym w okresie godowym z fałdu skóry. Jest on wiotki i gdy jego właściciel opuści środowisko wodne, opada mu na bok. Widoczny cały rok, poza sezonem rozrodczym przybiera on wiele skromniejsze rozmiary. Nad okolicą krzyżową w grzebieniu tym występuje wyraźna przerwa, co jest cechą gatunkową. Zauważono, że u młodych, pierwszy raz biorących udział w przedłużaniu gatunku osobników posiada on więcej zębów, które osiągają mniejsze rozmiary, u starszych zwierząt ich ilość spada, ale robią się większe i coraz bardziej nieregularne. Wargi kloakalne samca są czarne, większe i bardziej nabrzmiałe niż u samicy (u niej są płaskie i żółte), a tęczówki jego oczu są złociste, pomarszczone. Występują też różnice w kształcie ciała; samce są bardziej smukłe, niż samice. W szacie godowej samca dominują kolory jasnobłękitne z perłowo mieniącymi się pasmami na bocznych częściach tylnego fragmentu ogona. Smugom tym, mającym działać na zasadzie odblasku, przypisuje się rolę w rozpoznawaniu się osobników, gdy ilość światła nie jest duża. Na podgardzieli i na głowie występują biało-czarne plamki, na bokach ciała białe kropki, cały grzbiet ciała zmienia barwę na brązową lub popielatą, brzuch staje się jaskrawo pomarańczowy. Skóra samca w trakcie sezonu rozrodczego sprawia też wrażenie bardziej opuchniętej i szorstkiej. Samica zamiast grzebienia godowego ma płytki rowek, który kończy się u nasady ogona. Jej kloaka jest bardziej płaska i czerwonawa. Na brzusznej stronie ogona posiada ona nieregularną żółtą lub pomarańczową linię. Podczas pory godowej u samic na brzusznej i grzbietowej krawędzi ogona pojawiają się fałdy skórne, które znacznie ułatwiają jej pływanie. Proporcjonalnie ich kończyny są krótsze, niż u samców.
Osobniki młode przypominają wyglądem samice. Odróżniać je może żółta pręga na plecach, ciągnąca się od podgardla do kloaki. Rozgałęzia się ona na odnogi które wcinają się w ciemne tło po bokach ciała.
Złapana traszka grzebieniasta wydaje z siebie słaby pisk.
Traszka ta posiada dużą zdolność regeneracji, potrafi odtwarzać utracone członki. Umiejętność ta maleje wraz z wiekiem. Regeneracja przebiega sprawniej w tylnej części ciała zwierzęcia.
Formy dorosłe od pokrewnych gatunków odróżnia się dzięki następującym cechom:
| Identyfikacja form dorosłych | Identyfikacja form dorosłych                                                       |
| Gatunek                      | Cecha odróżniająca traszkę grzebieniastą                                           |
| ---------------------------- | ---------------------------------------------------------------------------------- |
| traszka górska               | czarne plamki po brzusznej stronie ciała                                           |
| traszka marmurkowa           | czarne plamki po brzusznej stronie ciała                                           |
| traszka zwyczajna            | białe plamki na bokach ciała i podgardlu; ziarnista skóra; ciemniejsza barwa ciała |

Kijanki T. cristatus natomiast rozpoznaje się po nitkowatym zakończeniu płetwy ogonowej, czarnych plamach na ciele ze szczególnym uwzględnieniem płetwy ogonowej oraz długich, spiczasto zakończonych palcach.

## Rozmieszczenie geograficzne
Zwierzę to, jeden z najszerzej rozpowszechnionych płazów w Europie, zamieszkuje dużą część tego kontynentu, a także zachodnią Azję. Na północy sięga Norwegii, Szwecji i Finlandii, na zachodzie Wielkiej Brytanii i Francji. Występuje też w krajach Beneluksu i w Danii z wyjątkiem części wybrzeża w obu przypadkach. Zajmuje północne Austrię i Szwajcarię, a także Liechtenstein, w Niemczech brakuje go jedynie na północy i południu państwa. Traszka grzebieniasta rozmieszczona jest na całym terytorium Polski z wyjątkiem najwyżej położonych terenów w Tatrach i Sudetach (ostatnio wykazywana na Mazowszu w okolicach Warszawy i na Pomorzu). Gatunek stwierdzony również w Czechach, na Białorusi, na terenie obwodu królewieckiego i Litwy, natomiast na Słowacji nie występuje w południowej części kraju. Na południe sięga Ukrainy z pominięciem jej południowego wschodu, północnej i środkowej Rumunii, wschodnich Węgrzech, wschodniej Serbii. W Mołdawii nie spotyka się go tylko na południu kraju. W Federacji Rosyjskiej zajmuje przede wszystkim tereny zachodnie, europejskie, aczkolwiek sięga granicy z Kazachstanem i zachodniej Syberii (obwód kurgański). Na Łotwie i w Estonii nie spotyka się tego płaza na części wybrzeża.

## Siedlisko
Płaz ten preferuje niziny. Występuje na terenie całej Polski, sięgając po Pogórze Karpackie, gdzie spotkać ją można już rzadko i tylko do wysokości 700 – 850 m n.p.m.. Jednak w innych częściach Europy granica jej zasięgu pionowego sięga 2000.
Jest gatunkiem ziemno-wodnym, spośród wszystkich krajowych traszek jest najsilniej związana ze środowiskiem wodnym. W okresie godowym spotkać ją można w różnego rodzaju zbiornikach wodnych, jak stawy (także w ogrodach), rowy, starorzecza. Zasiedla też sadzawki, a nawet doły po torfie, żwirze czy glinianki. Często pojawia się w okolicach źródeł. Preferuje wody stojące, rzadziej wybiera te o wolnym nurcie. W tamtych stronach zasiedla też częściej tereny zalewowe i wody o wyższym stopniu eutrofizacji.

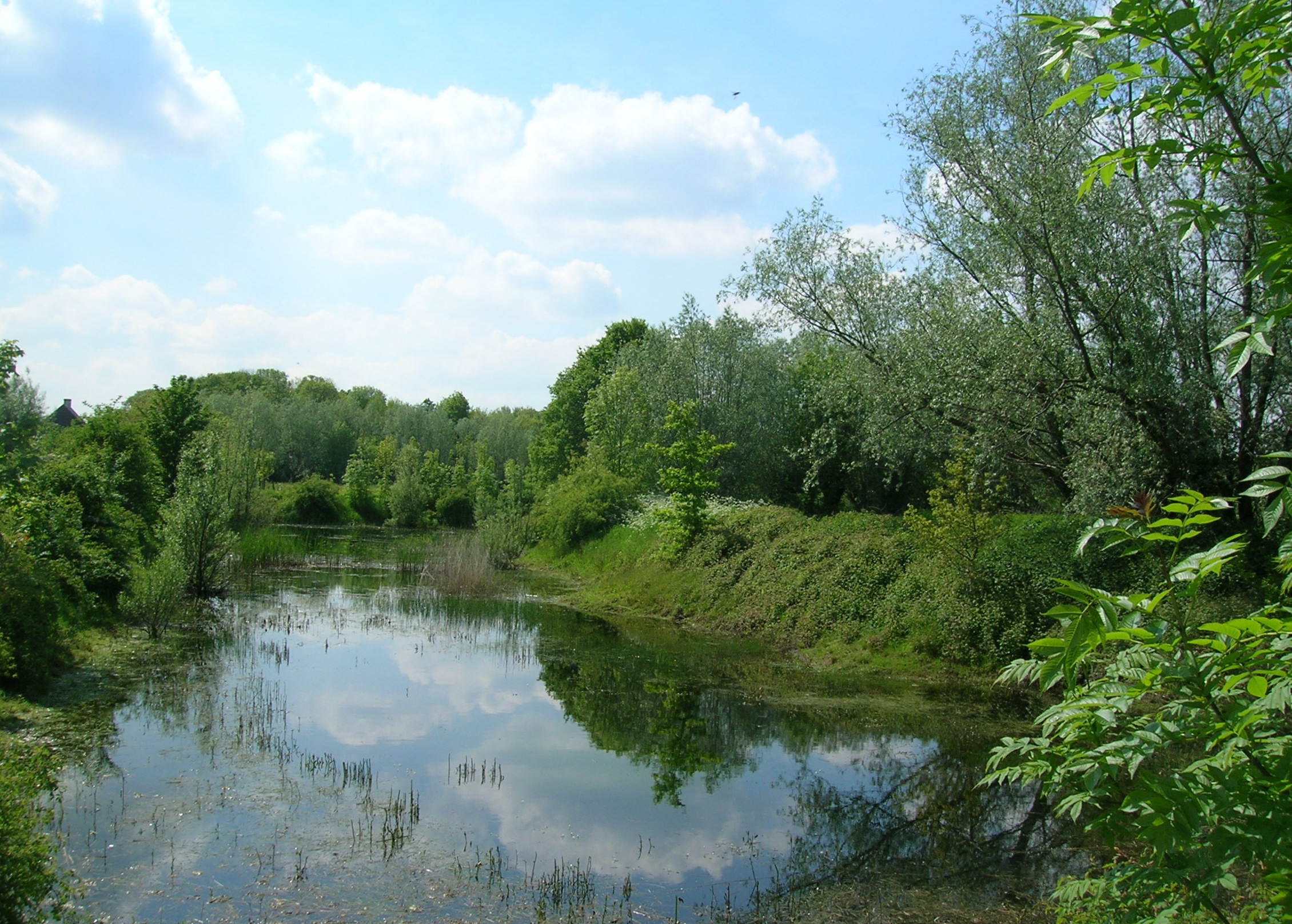
Przykład siedliska, w którym rozmnaża się traszka grzebieniasta

Zajmuje zarówno wielkie, jak i małe zbiorniki wodne, z tym że te ostatnie zamieszkuje częściej w południowym obszarze swego zasięgu występowania. Preferuje jednak większe i głębsze stawy, szczególnie te o mulistym dnie i silnie zarośnięte roślinnością wodną. Ich głębokość musi wynosić co najmniej pół metra. Najkorzystniejsza powierzchnia mieści się zaś w granicach 500–750 m². W takich miejscach można często spotkać liczne jej skupiska. Występuje nawet w tak silnie zarośniętych stawach, że pływanie pomiędzy gęstą roślinnością jest bardzo utrudnione. Wymaga jednak też miejsc nieporośniętych, na których odbywać może taniec godowy. Z tego powodu wybiera zwykle zbiorniki większe, niż traszka zwyczajna. Obliczono, że najkorzystniejsze jest dla niej pokrycie dna przez roślinność w granicach 70–80%, zacienienie natomiast rzędu 75% powierzchni zbiornika. W razie braku takich zbiorników wodnych z konieczności odbywa gody w dołach ziemnych, niewielkich rozlewiskach, nigdy jednak w wodach płynących ani silnie zanieczyszczonych. Wymaga też dużej zawartości tlenu w wodzie. Preferuje wody niezarybione, ale niewysychające. Sądzi się więc, że najbardziej atrakcyjne dla gatunku są te wysychające raz lub dwa na dekadę, w związku z czym nieodpowiednie dla ryb, ale umożliwiające rozwój larw płazów przez większość lat. Oprócz ryb rozwojowi larw przeszkadza obecność dużych drapieżnych owadów, a udomowione blaszkodziobe żywią się nie tylko kijankami, ale też jajami. Dodatkowo ich odchody pogarszają jakość wody. Rzadko można traszkę grzebieniastą napotkać w basenach, rowach melioracyjnych, a nawet koleinach. Sądzi się jednak, że rozród w takich miejscach jest znacznie mniej efektywny.
Jeśli odległość pomiędzy pobliskimi zbiornikami wodnymi jest mniejsza od 100 metrów, zasiedlające je populacje T. crustatus tworzą metapopulację, znacznie mniej od izolowanych populacji wrażliwą na wyginięcie. Wymarcie kilku z tworzących ją populacji nie stwarza bowiem w takiej sytuacji problemu, gdyż osobniki wymieniają się pomiędzy zbiornikami. Optymalne siedlisko zawiera 4 zbiorniki na km², dla utworzenia się metapopulacji wystarczy jednakże 0,7.
Po zakończeniu godów część traszek wychodzi z wody. Większość pozostaje w strefie buforowej, pięćdziesięciometrowej szerokości pasie otaczającym zbiornik. Preferuje środowiska wilgotne. Wówczas spotkać je można na łąkach, pastwiskach, na śródleśnych polanach, na obrzeżach lasów, w parkach, a także w lasach – liściastych, iglastych, jak i mieszanych, zwłaszcza zaś borach, lasach bagiennych, łęgach wierzbowych, topolowych, olszowych i jesionowych oraz łęgowych lasach dębowo-wiązowo-jesionowych. Bardziej lubi liściaste, uważa się ją nawet za typowego leśnego płaza. Z drugiej strony zapuszcza się nawet na wydmy. Widywano ją też w kamieniołomach. Wymaga jednak wystarczającej bazy pokarmowej i odpowiedniej liczby kryjówek. Wystarczają jej kępy traw i turzyc, ale nie zapewnia jej odpowiednich warunków pole uprawne. Zawsze wybiera tereny podmokłe lub znajdujące się w pobliżu stawów, grobli i rowów melioracyjnych. Rozdrobnienie lasów europejskich przyczynia się do izolacji zamieszkujących je niewielkich populacji.
Stan środowiska lądowego otaczającego zbiornik wodny, w którym żyją traszki, jest ważny z uwagi na możliwość ewentualnej migracji osobników. Utrudniają ją lub uniemożliwiają nie tylko tereny zabudowane i drogi, ale też rzeki i tereny suche.

## Podgatunki
Na podstawie wielkości i proporcji poszczególnych części ciała, a także umaszczenia wyróżniono w obrębie gatunku 4 podgatunki:
- Triturus cristatus carnifex – zajmuje Włochy aż do Alp, część Austrii i północ byłej Jugosławii; charakteryzuje się gładszą skórą i mniej nakrapianymi bokami, niż podgatunek nominatywny; na brzuchu pojawiają się duże szare plamy, a u samic w okolicy kręgosłupa może widnieć żółta pręga[2];
- Triturus cristatus cristatus – podgatunek nominatywny, posiada szeroki zasięg występowania – sięgający Francji z jednej strony i gór Ural z drugiej, sięgający południa Skandynawii i Wielkiej Brytanii na północy, a Alp i Morza Czarnego na południu[11]; płaz duży, szorstkoskóry, boki nakrapiane jasno, a brzuszna strona ciała ciemno, w Skandynawii spotyka się osobniki całkowicie czarne[2];
- Triturus cristatus dobrogicus – występuje na równinie i w delcie Dunaju; cechuje się mniejszymi, niż inne podgatunki rozmiarami, szorstką skórą o odcieniach brązu i czerwieni bez plamkowania po bokach; ciemne plamy na brzusznej stronie ciała układają się w dwa rzędy; u samic pręga podobna, jak u T. cristatus carnifex[2];
- Triturus cristatus karelinii – podgatunek bałkański i z południowo-zachodniej Azji; także ma bardziej gładką skórę, cętkowanie ubogie; na bladym podgardlu obserwuje się ciemne plamki; nieraz obserwowano też niebieskawy poblask[2].

Wymienione powyżej podgatunki są niekiedy uznawane za osobne gatunki: T. dobrogicius, T. carnifex i T. karelinii.

## Tryb życia

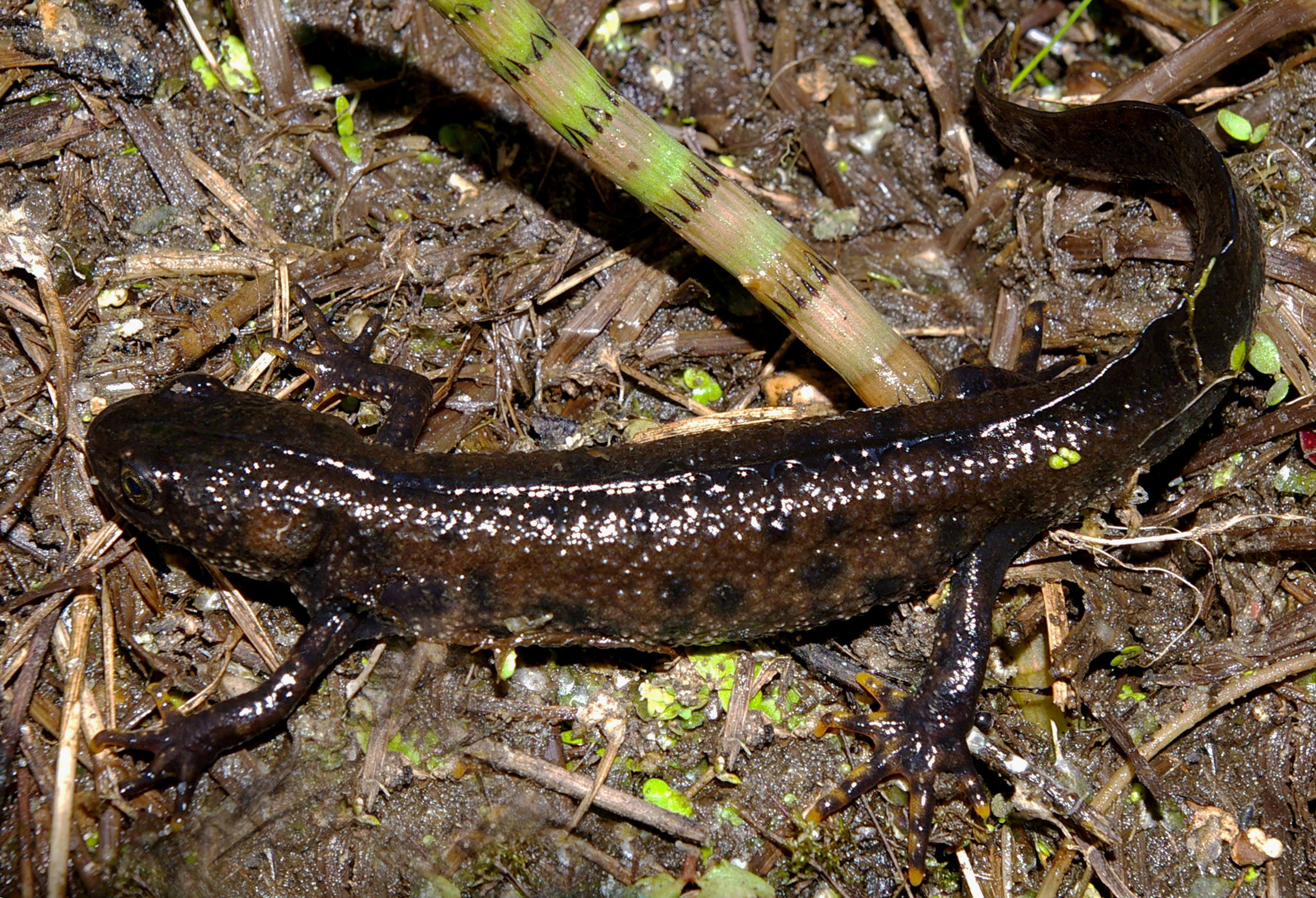
Mierzący 11 cm samiec po zakończeniu okresu rozrodczego. Dolna Saksonia, 10.06.2009

Zwierzę to rozpoczyna swą aktywność na przełomie marca i kwietnia, kiedy rozmarza gleba. W zależności od szerokości geograficznej czas ten może wahać się od lutego aż do maja. T. cristatus prowadzi nocny tryb życia. Tylko w okresie godowym, podczas przebywania w wodzie, wykazuje aktywność całodobową. Jednakże według innych źródeł jest aktywny nocą, za dnia kryjąc się wśród roślinności na dnie zbiornika wodnego. W wodzie porusza się bardzo sprawnie, o wiele sprawniej niż na lądzie. Pływając, używa ogona. Odżywia się wówczas bardzo intensywnie organizmami wodnymi, takimi, jak: ośliczki, małżoraczki i inne skorupiaki, pająki wodne, owady wodne i ich larwy, ślimaki, pijawki, a także małe ryby oraz skrzek i kijanki płazów. Wymienia się tu zarówno larwy odrębnego rzędu płazów bezogonowych, jak i własnego, nie gardząc nawet należącymi do tego samego gatunku. Ich ofiarami padają rzadziej ważki i dorosłe traszki zwyczajne, jednak w Mołdawii odnotowano spadek populacji tych ostatnich z powodu drapieżnictwa większego kuzyna.
Po zakończeniu godów część traszek wychodzi na ląd (zazwyczaj w lipcu lub sierpniu, a według innych źródeł w sierpniu lub wrześniu), część jednakże, szczególnie samców, pozostaje jeszcze przez jakiś czas w wodzie, czasami nawet do zimy. Te, które wyszły na ląd, polują nocą, ale w czasie deszczu również w dzień. Prowadzą skryty tryb życia. Odżywiają się wówczas wszystkimi zwierzętami, które może pomieścić ich pysk (nie są bowiem w stanie rozdrobnić pokarmu): nagimi ślimakami, niewielkimi owadami i ich larwami, dżdżownicami, pająkami, skorupiakami i owadami wodnymi (larwy pływakowatych, ważek, jętek), a także małymi traszkami. Zanotowano przypadki kanibalizmu. Zwierzęta te posiadają dobry zmysł węchu. Na lądzie poruszają się ociężale i niezdarnie, choć zdolne są do nagłej ucieczki. Mimo to potrafią oddalać się dość daleko od zbiorników wodnych, nawet na 2 km (wedle innych źródeł do 1,2–1,3km). Najdłuższe wędrówki są udziałem płazów mających ukończone rok lub dwa lata życia, nieraz też dorosłych samców. Ich długość zależy nie tylko od migrujących osobników, ale też od charakteru środowiska. Za kryjówki służą im pnie drzew, kłody drewna, szczeliny pod kamieniami, mech, nory gryzoni, a także pulchna gleba. W sen zimowy zapadają zwykle pod koniec października (w zależności od miejsca może się to stać w granicach października i listopada), gdy temperatura spada do nieco powyżej 0 stopni Celsjusza. Zagrzebują się wówczas w rozmaitych norach wśród korzeni drzew i wrzosów, pod warstwą ściółki leśnej, pod kamieniami, zimują też w piwnicach. Nie mają zwyczaju wykopywać sobie własnych nor, ale korzystają z już istniejących kryjówek. Preferują warunki o dużej wilgotności. Traszki zwykle zimują w licznych grupach różnych gatunków, często traszki zwyczajne. Pozwala to ograniczyć m.in. straty wody. Osobniki, które przez całe lato przebywały w wodzie, spędzają tam również sen zimowy, zagrzebane w mule na dnie.

## Rozmnażanie
Cykl życiowy traszki grzebieniastej składa się z naprzemiennych faz wodnej (podczas której następuje rozród) i lądowej. Gody rozpoczynają się bardzo wczesną wiosną, gdy topnieją śniegi i temperatura powietrza przez dłuższy czas jest dodatnia. Już w czasie wybudzania się ze snu zimowego samiec dysponuje plemnikami w swych gruczołach kloakalnych. Pierwsze samce już w lutym zmierzają do zbiorników wodnych, nie czekając na resztę populacji, której wędrówkę obserwuje się w marcowe noce. Sprzyja im deszcz, w przeciwieństwie do przymrozków. Miejscami spotyka się nieraz setki osobników zmierzających w stronę wody. Część osobników może rozradzać się w więcej niż jednym zbiorniku wodnym, o ile zbiorniki te dzieli mniej od 100 metrów. Populacje poszczególnych zbiorników tworzą wtedy metapopulację, znacznie bardziej oporną na wyginięcie od populacji izolowanych.
Gody odbywają się zwykle w nocy w kwietniu i maju, choć zacząć się mogą już pod koniec marca, o ile sprzyjają temu warunki pogodowe. Samce i samice, wybrawszy odpowiednie miejsce pozbawione gęstej roślinności, dobierają się parami. Samce mogą też rywalizować o partnerki. Samiec w obecności samicy wykonuje charakterystyczne czynności, m.in. macha ogonem, rozsiewając cząsteczki niosące zapach. Gody odbywają się w wodzie i głównie w nocy, a podczas zalotów samiec trąca samicę pyszczkiem. Zauważono, że toki te wykonują nie tylko osobniki gotowe do rozrodu, ale także młode samce z niewykształconymi jeszcze odpowiednio gonadami, ale mające już grzebienie. Dorosły samiec, nie dysponując narządem kopulacyjnym, składa spermatofor do wody, pozostawiając go na dnie zbiornika. Samica podejmuje go i umieszcza w kloace. Zapłodnienie jest wewnętrzne – następuje wewnątrz organizmu samicy.

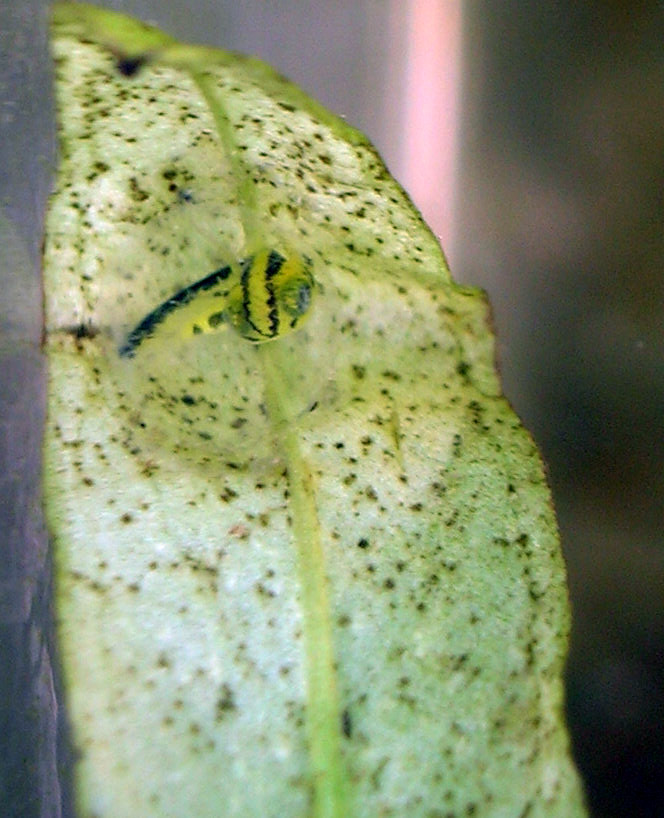
Jajo na krótko przed wykluciem, Holandia

Składanie dużych, mierzących około 5 mm, niepigmentowanych żółtozielonych, jasnożółtych lub białawych jaj odbywa się w maju i na początku czerwca (niektóre źródła wspominają o kwietniu, a nawet lutym i marcu), gdy temperatura wody wzrośnie. Jaja opuszczają ciało matki w kilku porcjach po kilkanaście. Dojrzewają w jajnikach sukcesywnie, dlatego też składanie ich zajmuje matce do kilku miesięcy. Ich liczbę ocenia się na 70–600, średnio około 300 (nieraz też na 150–200, 200–300, a najszerzej 150–700). Jaja są pojedynczo lub po 2–3 sztuki zawijane w liście roślin wodnych po wewnętrznej ich stronie, co chroni je przed drapieżnikami. Samica używa do tej czynności swych tylnych łap. Stara się, by jaja nie były widoczne z zewnątrz.

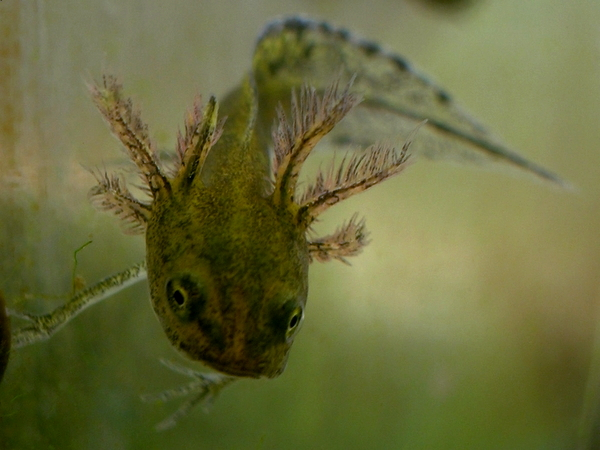
Larwa, dobrze widoczne skrzela zewnętrzne

Po około dwóch tygodniach (12–20, nieraz nawet 21 dniach, okres ten zależy od temperatury wody) z około połowy jaj wylęgają się larwy (tak niski współczynnik to skutek wad wrodzonych, dostrzega się tutaj dużą rolę pierwszej pary chromosomów). Nie mają jeszcze kończyn ani rzucających się w oczy skrzeli zewnętrznych, są prawie przezroczyste. Kijanka posiada narząd Rusconiego tworzący śluz przydatny w przyssaniu się do rośliny wodnej, kiedy jeszcze nie musi polować dzięki zgromadzonym w jaju składnikom odżywczym. Początek życia spędza więc ona blisko dna uczepiona roślin wodnych. Gdy skończy się ten zapas, kijanka odrywa się. Pływa w wodzie za pomocą ostro zakończonego ogona i wysokiej płetwy ogonowej (larwa limnofilna). Oddycha za pomocą skrzeli zewnętrznych. Kształtuje się przewód pokarmowy rozpoczynający się otworem gębowym i kończący odbytem. Larwa jest odtąd bardzo drapieżna i żarłoczna, zjadając wszelkiego rodzaju drobne zwierzęta wodne: niewielkie skorupiaki (Daphniidae, Chydoridae, wioślarki, widłonogi), chruściki, inne larwy i imago owadów (początkowo w małej ilości), pająki wodne, ślimaki, małże, a także małe ryby i kijanki (również larwy własnego gatunku). Łapie nawet ofiary takie duże, że nie może ich przełknąć. Charakteryzuje się wyraźną nicią ogonową, niespotykaną u pokrewnych traszek. Zabarwiona jest na kolor oliwkowozielony na grzbiecie, przy czym płetwę ogonową pokrywają ciemne plamki o białawych obwódkach, na bokach i brzuchu jest złocista. Skrzela zewnętrzne, posiadające długie i gęsto ułożone blaszki, są czerwonawe. W miarę rozwoju wyrastają jej najpierw kończyny przednie, a później tylne – po 7–8 tygodniach życia (według innych źródeł już po 6). Cechują je długie palce, u młodszych larw zwłaszcza w przypadku przednich łap. Długość larwy określa się na 5–7, a nawet 8 cm długości, przerasta więc kijanki innych traszek. W przeciwieństwie do pokrewnych gatunków, bytujących w okolicy dna zbiornika wodnego, larwa traszki grzebieniastej żyje w toni wodnej, co naraża ją na duże zagrożenie ze strony drapieżnych ryb. Po dwóch i pół lub trzech miesiącach (90–100 dni) następuje przeobrażenie. Okres ten również zależny jest od warunków środowiskowych, takich jak choćby dostępność pokarmu (w przypadku innych traszek zwykle trwa krócej). Część kijanek nie przechodzi metamorfozy w pierwszym roku swego życia, ale hibernuje. Część zwierząt pozostaje na zimę w zbiorniku wodnym pomimo ukończenia przeobrażenia. Jednak pierwsze wychodzą na ląd już w sierpniu. Wysychanie zbiornika przyspiesza metamorfozę.
Największa śmiertelność traszek przypada na początek życia. Przeżywalność w czasie 1 roku wśród osobników zdolnych do rozrodu wynosi 60–80%. W niewoli płaz dożywa aż 25 (samce) lub 27 lat (samice). Natomiast w środowisku naturalnym żyją maksymalnie 13–15 lat (większość umiera jednak po zaledwie 6 latach życia).

## Drapieżniki
Do drapieżników żywiących się tym gatunkiem należą różne stworzenia zależnie od zajmowanego siedliska i stopni rozwoju traszki. Dorosłym osobnikom na lądzie zagrażają jej głównie ssaki, jak gronostaje i inne łasicowate, jeżowate oraz szczury. W wodzie atakują je ryby i ptaki (jak choćby czapla siwa, kawka). Z kolei kijanki padają ofiarami nie tylko ryb, ale także chrząszczy i larw ważek.
Do obrony przeciw drapieżnikom służą wydzieliny skóry tego płaza.

## Zagrożenia i ochrona
IUCN określa gatunek jako pospolity na większości swego zasięgu występowania (choć na południu częstszy, niż na północy). Nie dotyczy to choćby Belgii, gdzie jest on rzadki, a także północnego wschodu, jak góry Ural i Syberia, gdzie spotyka się go bardzo rzadko. Inne źródła z kolei mówią o zwierzęciu jako o najrzadszej traszce środkowej Europy (nie licząc karpackiej), dostrzegając konieczność ochrony płaza w zachodniej części kontynentu. Możliwości adaptacyjne tego gatunku nie wyglądają na zbyt duże.
Całkowita liczebność zmniejsza się (prace Edgara i Brda z 2006 wykazały spadek w następujących krajach: Białoruś, Czechy, Federacja Rosyjska, Litwa, Niemcy Szwecja, Wielka Brytania), przy czym spadek jej nastąpił wyraźnie w ostatnim półwieczu. W Polsce spadek liczebności miał miejsce w połowie XX wieku z powodu utraty siedlisk, zwłaszcza niewłaściwej melioracji. Liczebność gatunku podlega też dużym fluktuacjom, zwłaszcza w odniesieniu do poszczególnych populacji, zależąc w dużym stopniu od niestałych warunków środowiska (zmienność liczebności populacji jest jednak słabo poznana).
Główne zagrożenia dla tego gatunku to pogarszanie się jakości wód (nadmierny wzrost trofii) oraz ich wypłycanie i osuszanie zbiorników. Zmiany takie powodują najpierw spadek stężenia rozpuszczonego w wodzie tlenu, a to pociąga za sobą zmniejszenie ilości drobnych zwierząt wodnych stanowiących pożywienie drapieżnych płazów. Eutrofizacji sprzyjają też zakwity glonów i obecność ptactwa. Na stan siedlisk gatunku wpływa także spływ z bezpośrednich zlewni zbiorników nawozów naturalnych, środków ochrony roślin i pestycydów. Związki te ograniczają zdolność zbiorników do samooczyszczania i naruszają jego równowagę biologiczną. Do zbiornika dostają się na skutek wymywania gleby. Traszka grzebieniasta w północnej części swego zasięgu występowania wydaje się być bardziej wrażliwa na jakość wód.
Wypłycanie, a nawet całkowite osuszanie łączy się zwykle z nieprawidłową melioracją. Szczególnie niekorzystne skutki ma dla gatunku melioracja w obrębie dolin rzecznych, uniemożliwiająca powstawanie okresowych zbiorników w czasie wiosennych roztopów i powodzi, stanowiących miejsca rozrodu płazów. Wysychanie może wiązać się też z okresowymi zmianami klimatu (lub ich trendami długotrwałymi). Nieraz zdarza się, że niewielkie zbiorniki wodne, w których bytują traszki, są zaorywane lub zasypywane, jako zbędne lub przeszkadzające w użytkowaniu rolniczym gruntów. Bywa, że zbiorniki stanowiące siedliska traszki ulegają degradacji z powodu zarastania przez inwazyjne gatunki roślin. Problem ten istnieje zwłaszcza w Europie Zachodniej, nie notuje się natomiast go w Polsce. Nieraz też zbiorniki zarastają w sposób naturalny. W Szwecji w latach 1990–2005 odnotowano roczny spadek o 2–3% ilości dostępnych dla rozrodu zbiorników wodnych.
W kontekście zagrożeń wymienić należy także odławianie traszek prowadzone w celach handlowych, co zdarza się zwłaszcza we wschodniej części zasięgu gatunku. Problem stanowią też introdukowane przez człowieka ryby drapieżne, żywiące się często larwami płazów. Zagrażają one traszce grzebieniastej w stopniu większym, niż innym gatunkom, których kijanki przebywają nie w toni wodnej, jak w przypadku traszki grzebieniastej, lecz głównie na dnie. Nadmierna liczebność lub obecność silnie żerujących ryb roślinożernych zmniejsza obfitość roślin wodnych stanowiących kryjówki dla larw. Dla traszki tej mniejsze zagrożenie stanowią drogi, bowiem wędrówki traszki grzebieniastej nie są tak dalekie, jak w przypadku niektórych innych płazów.
Innym czynnikiem ryzyka dla gatunku jest rozdrobnienie środowiska oraz wylesianie. Ocenia się, że w Wielkiej Brytanii zniszczeniu uległo 27% pierwotnych siedlisk gatunku i około połowy stawów, w których żył. Zaznaczyć należy, że o ile na północy traszka grzebieniasta jest kilka razy mniej liczna, niż traszka zwyczajna, na południu dorównuje jej, a nawet ją liczebnie przewyższa. W optymalnym, zróżnicowanym siedliskowo środowisku Triturus cristatus może osiągnąć zagęszczenie do 400 dorosłych zwierząt na hektar.
Dla poprawienia sytuacji gatunku zaleca się prawidłową meliorację, a nawet tworzenie zbiorników wodnych w przypadków dużego zagęszczenia osobników w czasie godów. Stawy takie powinny cechować się nieregularną linią brzegową, zróżnicowaną głębokością wody w swym obrębie, obecnością roślinności szuwarowej i wodnej oraz brakiem ryb. Proponuje się tworzenie (najlepiej jesienią, by wiosną samoczynnie napełniły się deszczówką) jednego większego zbiornika głównego (o powierzchni mniejszej jednak od 10 arów) otoczonego wianuszkiem mniejszych. Jednakże w porównaniu z innymi płazami, jak ropuchowate, rzekotkowate czy żabowate, opisywany tu gatunek zasiedla nowe zbiorniki powoli. Pozytywnie wpływa na traszkę grzebieniastą także ochrona innych gatunków, zwłaszcza traszki zwyczajnej i bobra, budującego tamy tworzące zbiorniki wodne. Negatywny wpływ wywierają zaś ryby, postuluje się więc nawet ich odłów w miejscach występowania i ochrony traszki grzebieniastej. Bardzo korzystne jest też tworzenie korytarzy ekologicznych, umożliwiających kontakty osobnikom z różnych populacji. Rolę taką spełniać mogą doliny rzeczne. Dzięki temu powstać może odpowiednio silna metapopulacja. Odległości pomiędzy zbiornikami nie powinny przekraczać 800–1200 metrów (nieraz podaje się nawet 400 metrów). Ochrona objąć powinna też siedliska lądowe, których nie należy pozbawiać kryjówek, takich jak leżące pnie, kamienie, sterty gałęzi. Postuluje się nawet sztuczne tworzenie kryjówek. Zwraca się też uwagę na właściwą edukację społeczeństwa, gdyż obecnie gatunek jest właściwie nieznany – nie istnieje w świadomości społecznej.
Jednym ze sposobów ochrony może być zastosowany w okolicy Warszawy program reintrodukcji traszki grzebieniastej polegający na pozyskaniu jaj z wybranych środowisk, następnie po wylęgu z jaj w akwariach na hodowli larw (kijanek) do momentu ich przeobrażenia, natomiast po całkowitym przeobrażeniu tych płazów polegający na wypuszczeniu dorosłych traszek do ich zbiorników macierzystych, czyli w miejsca, gdzie pozyskano jaja traszek.
W Polsce podlega ochronie ścisłej, wymaga ochrony czynnej. Istnieje specjalny plan ochrony gatunku, realizowany choćby w Beskidzie Sądeckim, gdzie od 1993 działa Stowarzyszenie na Rzecz Czynnej Ochrony Zwierząt – Greenworks. Realizowane są takie projekty ochrony tego gatunku jak: Projekt Czynnej Ochrony Płazów, Projekt Ochrony Górskich Terenów Podmokłych, Rytro – gmina przyjazna przyrodzie i Plan POPRAD 21. Ogólnie jednak aktywna ochrona tej traszki realizowana jest w Polsce w stopniu niewielkim. Dostrzega się brak koordynacji pomiędzy poszczególnymi działaniami a także niewystarczającą ilość środków. Planuje się także monitoring wybranych zbiorników wodnych w cyklu co 6 lat, mający na celu ukazanie dynamiki populacji.
Obecność płazów ocenia się dzięki odłowom wykonywanym przy użyciu siatek herpetologicznych, poszukiwanie jaj na roślinach wodnych (wykonywanych głównie w dzień) i obserwacjom (dokonywanym głównie w nocy). Metody te nie stwarzają takiego zagrożenia dla chwytanych zwierząt, jak płotki, pułapki wiaderkowe czy butelkowe. Traszka grzebieniasta jest jedynym płazem wybranym przez Ministerstwo Środowiska na gatunek pilotowy ogólnokrajowego planu zarządzania. Uważa się, że może ona stanowić „gatunek parasolowy” dla innych przedstawicieli swej gromady.
Planowa ochrona gatunku realizowana jest też w Niemczech, a w Wielkiej Brytanii Biodiversity Action Plan (BAP), traktuje jej ochronę jako jeden z priorytetów. Angażują się w nią tam takie organizacje, jak English Nature czy Froglife. Plan ten ma na celu utrzymanie obecnych siedlisk płaza i przywrócenie go w co najmniej 100 miejscach. Gatunek wymienia II załącznik konwencji berneńskiej, II i IV załącznik dyrektywy siedliskowej Unii Europejskiej (nadając mu kod 1166), a także wiele krajowych Czerwonych Ksiąg. W związku z ujęciem traszki grzebieniastej w załącznikach do dyrektywy siedliskowej, miejsca istotne dla zachowania gatunku wymagają ochrony w Specjalnych Obszarach Ochrony Siedlisk w obrębie Europejskiej Sieci Natura 2000. W obszarach tych istnieje obowiązek zachowania lub odtworzenia właściwego stanu ochrony gatunku, zapobiegania pogorszeniu tego stanu oraz nie wolno dopuszczać do działań mogących wpłynąć nań negatywnie. Wśród celów zarządzania gatunkiem podaje się natomiast zatrzymanie i odwrócenie spadku liczebności populacji, odtworzenie i powiększenie stabilnych populacji, przywrócenie łączności pomiędzy populacjami odizolowanymi i odpowiednie zarządzanie tymi populacjami jako elementami krajobrazu i środowiska przyrodniczego. Traszkę grzebieniastą chronią m.in. Finlandia, Dania, Estonia. Choć IUCN nadaje jej status LC (najmniejszej troski), na polskiej czerwonej liście i w czerwonej księdze zwierząt figuruje już jako NT – bliski zagrożenia, podczas gdy Czerwona lista zwierząt dla Karpat oznacza ją nawet jako EN, uznając gatunek za silnie zagrożony.
Zwierzę zamieszkuje większość nizinnych parków narodowych w Polsce, gdzie odnotowano ją też w 90 obszarach Natura 2000.